# Alfred Byrd Graf
Alfred Graf Byrd, (Núremberg, 23 de noviembre de 1901 - Düsseldorf, 14 de diciembre de 2001) fue un botánico alemán-estadounidense que recorrió el mundo en busca de especies vegetales oscuras, el descubrimiento de más de 100 variedades previamente indocumentadas. Él fotografió y documentó sus hallazgos en una serie de libros ricamente ilustrados (y correspondientemente caros) que escribió sobre el tema.

## Biografía
Nació en Núremberg , en diciembre de 1901 y estudió en los jardines botánicos de Viena y tomó cursos en la botánica, la fotografía y el lenguaje en toda Europa, en California y en la Universidad Fairleigh Dickinson.
Llegó a trabajar en un rancho en Nebraska en 1920 y más tarde estableció una tienda de flores en Sioux City, Iowa que fracasó después de que su invernadero fuera destruido como consecuencia de una tormenta de granizo. Él encontró una posición en 1931 con la Compañía Roehrs Julius, un vivero tropical en Nueva Jersey, donde su creciente experiencia en orquídeas en su juventud en Alemania ayudó a aprovechar lo que se estaba convirtiendo en un importante campo de interés en los EE. UU. Con su posición en Roehrs, sus viajes le permitieron traer nuevas especies que la compañía podría añadir a su catálogo, que se transformó en forma de libro, como un manual de plantas exóticas, con 7.000 fotos.
Escritos de Graf se basan en la investigación de primera mano hecho en viajes alrededor del mundo, después de haber visitado los sitios en los que se pueden encontrar las plantas en el monte Kilimanjaro, en Nueva Guinea y en toda China, India y gran parte de Asia, el descubrimiento de decenas de especies previamente indocumentados que presentó a aficionados de plantas occidentales y que fue cuidadosamente documentado con su cámara. Entre sus hallazgos fueron los primeros conocidos la violeta africana blanca.
Sus libros incluyen miles de sus fotografías y tenían un precio en consecuencia. Roehrs Publishing lanzó Exotica: Pictorial Cyclopedia of Indoor Plants en 1958, con más de 4000 imágenes, una guía de plantas importadas y los pasos necesarios para su crecimiento, fue su primer libro en recibir la atención general. El libro fue reeditado en dos volúmenes, con 16.000 ilustraciones que adornan sus 2.600 páginas. Tropica contiene vegetales de las áreas en y alrededor de los trópicos y se incluyeron 7.000 imágenes. Publicado por primera vez en 1992, Hortica: Color Cyclopedia of Garden Flora and Exotic Plants Indoors contiene miles de plantas ornamentales.
Mantuvo una biblioteca con sus fotografías y viajes en su casa de East Rutherford, New Jersey. Graf murió a la edad de 100 años, el 14 de diciembre de 2001, en su casa de Düsseldorf, Alemania, después de haber regresado allí después de haber vivido la mayor parte de su vida en los Estados Unidos. Le sobreviven su esposa Lieselotte Vorwerk, así como a una hija.
- La abreviatura «A.B.Graf» se emplea para indicar a Alfred Byrd Graf como autoridad en la descripción y clasificación científica de los vegetales.[4]